# Isla de La Plata
Isla de La Plata är en ö i Ecuador.   Den ligger i provinsen Manabí, i den västra delen av landet, 300 km väster om huvudstaden Quito. Arean är 5,0 kvadratkilometer.
Terrängen på Isla de La Plata är platt. Öns högsta punkt är 178 meter över havet. Den sträcker sig 3,6 kilometer i nord-sydlig riktning, och 4,2 kilometer i öst-västlig riktning.